# Kloritna skupina
Kloriti (iz grškega χλωρός [hlorós] – zelen) so skupina filosilikatnih mineralov s splošno formulo A5−6T4O10Z8, v kateri je 
- A - Al, Fe2+, Fe3+, Li, Mg, Mn, Ni
- T - Al,  Fe3+, Si
- Z: O in/ali OH-

## Značilnosti
Skupino se lahko na osnovi njene kemije, v kateri se v  silikatni rešetki zamenjujejo magnezij, železo, nikelj in mangan, opiše s štirimi kočnimi členi nizov trdnih raztopin:
- klinoklor - (Mg5Al)(AlSi3)O10(OH)8
- hamozit - (Fe5Al)(AlSi3)O10(OH)8
- nimit - (Ni5Al)(AlSi3)O10(OH)8
- penantit - (Mn,Al)6(Si,Al)4O10(OH)8

V nekaterih mineralih so poleg omenjenih štirih elementov vgrajeni tudi cink, litij in kalcij. Rezultat je velika množica mineralov z značilno različnimi fizikalnimi, optičnimi in difrakcijskimi lastnostmi. Minerali so zaradi različnih kemijskih sestav obstojni na širokem območju temperatur in tlakov, zato so prisotni v vseh nizkotemperaturnih in visokotemperaturnih metamorfnih in hidrotermalnih kamninah in globinskih sedimentih. 
V kloritno skupino spadajo tudi:
- sudoit - Mg2(Al,Fe3+)3Si3AlO10(OH)8
- ortohamozit - (Fe2+,Mg,Fe3+)5Al(Si3Al)O10(OH,O)8
- baileyklor - (Zn,Al,□)3(Fe2+2Al)(Si3Al)O10(OH)8
- gongjerit - Mn2+3(Mn2+3Fe3+)(Si,Fe3+)4O10(OH,O)8
- kukeit - LiAl4(Si3Al)O10(OH)8
- borokukeit - Li(1+3x)Al(4-x)(BSi3)O10(OH,F)8, v katerem je x = 0 - 0,33
- manandonit - Li2Al4(Si2AlB)O10(OH)8
- franklinfurnaceit - Ca2(Fe3+,Al)Mn3+Mn2+3Zn2Si2O10(OH)8
- donbazit - Al2[Al2.33][Si3AlO10](OH)8
- odinit - (Fe,Mg,Al,Fe,Ti,Mn)2.4(Al,Si)2O5OH4
- ripidolit - (Mg,Fe,Al)6(Al,Si)4O10(OH)8

Najpogostejši so klinoklor, penantit in hamozit. Monokristali klinoklorja draguljarske kakovosti se tržijo kot serafinit. 

## Struktura
Tipična splošna formula kloritov je (Mg,Fe)3(Si,Al)4O10(OH)2•(Mg,Fe)3(OH)6.
Kloriti imajo strukturo sedndviča 2:1 ali t-o-t (tetraeder-oktaeder-tetraeder), ki se pogosto omenja tudi kot struktura lojevca. Za razliko od drugih glinavcev s strukturo 2:1, v katerih so vmesni prostori med sendviči 2:1 zaponjeni s kationi, so v kloritih ti prostori zapolnjeni s skupinami (Mg2+,Fe3+)(OH)6. Skupina (Mg2+,Fe3+)(OH)6 je zelo podobna brucitu (Mg(OH)2), zato se kloritna struktura pogosto zapiše tudi kot
-t-o-t-brucit-t-o-t-brucit...
Starejše klasifikacije so klorite delile na ortoklorite in leptoklorite. Predpona orto- je lahko zavajajoča, ker kloriti ne kristalizirajo v ortorobskem kristalnem sistemu. 

- widths="155px"
- Kukeit
- Kloritni skrilavec
- Klorit, psevdomorf po granatu; velikost: 35 × 31 × 27 mm
- Kristal kremena z vključki klorita (Minas Gerais, Brazilija); velikost: 42 × 39 × 33 mm

## Nahajališča
Kloriti se običajno pojavljajo v magmatskih kamninah kot produkt preperevanja mafičnih mineralov, na primer piroksena, amfibola in biotita. V takšnih okoljih je klorit lahko nastal tudi s preperavanjem obstoječih feromagnezijevih mineralov ali kot produkt metasomatizma z dodajanjem železa, aluminija ali drugih spojin v kamninsko maso. Skupaj z epidotom, sericitom, adularjem in sulfidnimi minerali pogosto spremlja hidrotermalne rudne depozite. V glinastih skrilavcih se pojavlja skupaj s kremenom, albitom, sericitom in granatom. V ultramafičnih kamninah med produkti preperavnja prevladuje klinoklor skupaj z lojevcem.
Poskusi kažejo, da je klorit lahko stabilen tudi v peridotitu Zemljinega plašča nad oceansko litosfero in kamninah, iz katerih nastajajo magme otočnih lokov.
Oblike klorita so na različnih lokacijah različne. Na nekaterih predelih Walesa se nahaja v skrilavcih, na Ring Mountain v Kaliforniji na primer pa v raztresenih površinskih blokih. V Sloveniji se kloriti najdejo v dolini Bistrice nad Slovensko Bistrico.